# Нихейлъм (град, Орегон)
Нихейлъм (на английски: Nehalem) е град в окръг Тиламук, щата Орегон, САЩ. Нихейлъм е с население от 203 жители (2000) и обща площ от 0,6 km². Намира се на 3,35 m надморска височина. ЗИП кодът му е 97131, а телефонният му код е 503.